# Королівська битва (2007)
Королівська битва (2007) (анґл. Royal Rumble (2007)) — це щорічне pay-per-view-шоу, яке проводить федерація реслінґу WWE. Шоу пройшло 28 січня 2007 року в AT&T Center(англ. AT&T Center) у Сан-Антоніо, Техас (США). Це було двадцяте шоу в історії «Королівської битви». 5 матчів відбулися під час шоу, та ще один перед показом.